# Nicolás Paredes Avellaneda
Nicolás Paredes Avellaneda   (Bogotà, 5 de setembre de 1992) és un ciclista colombià. Professional des del 2013, en el seu palmarès destaca la Volta a Xile de 2017 i la Volta a Michoacán de 2018.

## Palmarès
- 2016
  - Vencedor d'una etapa a la Volta a Antioquia
- 2017
  - 1r a la Volta a Xile
- 2018
  - 1r a la Volta a Michoacán